# Cronaxie
Cronaxia este timpul minim în care are loc o excitație în urma acțiunii unui stimul; timpul în care un curent electric, având o valoare numerică dublă față de reobază, trebuie să parcurgă un nerv, un mușchi etc. pentru a-l excita; timpul fiziologic caracteristic de excitabilitate a fiecărui organ sau țesut; durata minimă de acțiune a unui curent electric necesar ca substratul excitat să atingă pragul de răspuns.
Cu cât cronaxia este mai mică, cu atât țesutul este mai excitabil.
Cronaximetria este procesul de măsurare a cronaxei.1

## Curba intensitate / durată  ( 1 / d )
Curba i/d reflectă relația  între intesitatea (i) și durata (t) a  unui stimul electric prag, capabil să producă un răspuns, când este aplicat pe un țesut excitabil (mușchi sau nerv). Matematic este o funcție de t;  i = a/t + b în care  a și b sunt două constante specifice țesutului respectiv.

## Reobaza  (Rh).
Este o măsură a excitabilității de membrană. Se definește ca: intensitatea minimă a unui stimul de durată „infinită” (practic cca. 300 ms. ) pentru a obține un potențial de acțiune (PA) al unui țesut excitabil. În curba  i / d  corespunde lui  b. (b = Rh ). Dimensional este similar curentului electric.

### Cronaxie (Cr = tc)
Este durata minimă a unui stimul cu intensitatea dublă reobazei pentru a produce un răspuns (PA) al celulei excitabile. Clasic este considerată  (mai ales de școala franceză) ca o măsură  a excitabilității unui țesut: cu cât țesutul este mai excitabil, cronaxia este mai mică. Dacă se ia  i = 2b, formula cronaxiei devine: 2b = a/tc + b  de unde   tc = a/b .

### Curba  energie / durată  ( W / d ).
Oglindește relația între energia unui stimul și durata sa. Reprezintă W în funcție de  t după formula:  E = Uit, cu  U= tensiunea, i = intensitatea și  t = durata stimulului .

### Semnificația  cronaxiei .
Pentru a înțelege semnificația fizică a cronaxiei, se ia în considerare cantitatea de energie consumată în cursul unui stimul electric.
Cum se știe din electricitate W = U × i × t   sau  W = R × i² × t   (  Deoarece  U = R × i , în care R = rezistența electrică )
Înlocuind intensitatea  i  cu  valoarea sa din curba  i / d, se obține:
W = R (a / t + b)² t   și dezvoltând  formula, se obține:
W = R (a² / t² + 2ab / t + b²) t  și mai departe:
W = R ( a² / t + 2ab + b²t )
Se dorește obținerea duratei unui stimul la care energia consumată pentru obținerea unui răspuns  este minimă. Se folosește procedeul bazat pe prima derivată egalată cu  0.  W′ = 0
R ( a² / t  + 2ab + b²t )′ = 0    derivând se obține   (deoarece în timpul unui stimul  R = constant):
b² – a² / t²  = 0   și  b² = a² / t²  . Deci  b = a / b.
După cum se vede, se regăsește formula cronaxiei .  Cr = tc = a /b !
Altfel spus, cronaxia se poate astfel defini ca fiind timpul = durata OPTIMĂ a unui stimul pentru care se obține un răspuns cu un MINIM DE ENERGIE.

### Implicații
Aceste considerații de ordin fizico-matematic, ne conduc la concluzia că de fapt cronaxia nu este atât o măsură a excitabilității nervoase, ci mai degrabă expresia unei proprietăți a materiei vii de a se adapta la condițiile de mediu, respectând astfel o lege a naturii care caută totdeauna calea cea mai eficientă energetic pentru o activitate. Sigur că indirect oglindește într-o anumită măsură și starea de excitabilitate nervoasă, dar acest lucru necesită un studiu mai aprofundat. Aceasta ar putea constitui într-o anumită măsura o explicație de ce cronaxia nu a intrat peste tot în practica curentă a examinării bolnavului. Un alt motiv constă în metoda de determinare a cronaxiei: folosindu-se cronaximetrul pentru determinarea cronaxiei la nervi micști, reobaza se determină la fibrele senzitive care au la stimuli cu durata mai lungă, pragul de excitabilitate mai scăzut, în timp ce cronaxia se determină la fibrele motorii, care la stimuli scurți au pragul mai scăzut. Acest fapt se poate observa numai la un electromiograf, nu la cronaximetru. Un alt fapt problematic ca interpretare s-a constatat în experiențe cu reflexul Hoffman, unde în unele cazuri cronaxia era mai mare pe fibrele senzitive (cu prag de excitabilitate mai scăzut) decât la fibrele motorii deși acestea aveau un prag de excitabilitate mai ridicat .